# Иванов, Станислав Вячеславович
Станисла́в Вячесла́вович Ивано́в (7 октября 1980, Кишинёв, Молдавская ССР, СССР) — молдавский футболист, выступал на позиции полузащитника.

## Карьера
В 1998—2004 годах выступал за тираспольский «Шериф», став четырёхкратным чемпионом Молдавии (2001—2004). Затем перешёл в клуб «Москва». 17 января 2009 года стало известно, что Станислав перешёл в другой московский клуб — «Локомотив», с которым подписал трёхлетний контракт, а 20 января всю необходимую документацию оформили и представители обоих клубов, благодаря чему Иванов официально стал игроком «Локомотива». 29 июня 2009 года был отдан в аренду в «Крылья Советов» до конца сезона. В 2012 году, разорвав контракт с московским клубом, вернулся в родной «Шериф». В 2013 году перешёл в «Тирасполь». В возрасте 33 лет завершил карьеру.
За сборную Молдавии провёл 40 матчей.

## Достижения
Шериф
- Чемпион Молдавии (4): 2000/01, 2001/02, 2002/03, 2003/04

Серебряный призёр (1): 1999/00
- Обладатель Кубка Молдавии (3): 1998/99, 2000/01, 2001/02.
- Обладатель Суперкубка Молдавии (1): 2003.
- Обладатель Кубка чемпионов Содружества (1): 2003

Тирасполь
- Обладатель Кубка Молдавии: 2013